# Tripteridia subcomosa
Tripteridia subcomosa là một loài bướm đêm trong họ Geometridae.